# Robert Marijanović
Robert Marijanović (* 6. Mai 1980 in Freudenstadt) ist ein deutscher Dartspieler kroatischer Herkunft, der in der Professional Darts Corporation antritt.

## Karriere
Marijanović begann 1992 Darts zu spielen. Heute ist er Semiprofi und spielt in der Dartsabteilung des Karlsruher SC.

### PDC
2012 qualifizierte sich Marijanović über den East European Qualifier für die PDC World Darts Championship 2013, wo er in der 1. Runde Daryl Gurney knapp mit 3:4 unterlag. 2013 spielte er gemeinsam mit Tonči Restović, damals noch für Kroatien, beim World Cup of Darts. In der Gruppenphase konnte er sich mit seinem Teamkollegen hinter Australien mit Simon Whitlock und Paul Nicholson und vor Neuseeland mit Phillip Hazel sowie Craig Caldwell auf dem zweiten Platz durchsetzen, anschließend konnten im Achtelfinale die gesetzten Nordiren Brendan Dolan und Michael Mansell mit 5:4 bezwungen werden. Im Viertelfinale unterlag man schließlich Belgien mit 0:2. Bei der PDC-WM 2015 konnte er sich in der Vorrunde mit 4:3 gegen Jermaine Wattimena durchsetzen, verlor allerdings anschließend in der 1. Runde mit 1:3 gegen Stephen Bunting. Bei den International Darts Open 2015 gewann Marijanović in der ersten Runde mit 6:0 gegen Christian Kist und verpasste das Achtelfinale nach einer 5:6-Niederlage gegen Brendan Dolan knapp. Beim European Darts Matchplay 2015 konnte er sich in der Vorrunde gegen Dirk van Duijvenbode durchsetzen, verlor in der 2. Runde dann jedoch mit 4:6 gegen Benito van de Pas.
2016 gab Marijanović bekannt, dass er ab 2017 für Deutschland spielen werde. In diesem Jahr nahm er unter anderem am German Darts Masters teil, wo er in der ersten Runde Phil Taylor mit 2:6 unterlag. 2018 erreichte Marijanović nach einem 6:3-Sieg gegen Andy Boulton die zweite Runde beim European Darts Grand Prix, wo er dann mit 3:6 gegen Darren Webster verlor. Bei den German Darts Masters im selben Jahr unterlag er in der ersten Runde Mensur Suljovic mit 2:6. Im November 2018 konnte er sich den Titel bei den Super League Darts mit einem 10:6-Finalsieg über Dragutin Horvat holen und qualifizierte sich so für die PDC World Darts Championship 2019, wo er in der 1. Runde mit 2:3 gegen Richard North ausschied. Anfang März 2019 nahm Marijanović erstmals an den UK Open teil, wo er in der zweiten Runde mit 3:6 dem Belgier Davy van Baelen unterlag. Bei den German Darts Masters 2019 verlor er in der 1. Runde gegen Peter Wright mit 4:6.
Bei der PDC Qualifying School 2021 qualifizierte sich Marijanović für die PDC Pro Tour. Er setzte seine zurückgewonnene Tourkarte jedoch kaum ein und spielte lediglich die vier in Deutschland stattfindenden Players Championships, wo er nur ein Spiel gewinnen konnte. Marijanović gab aus diesem Grund die Tourkarte für die PDC Pro Tour 2022, für die er eigentlich qualifiziert gewesen wäre, zurück.

### YouTube
Im November 2009 erstellte Marijanović den YouTube-Kanal Robstar180. Seit Mitte 2018 betreibt er diesen intensiver. Er zeigt in seinen Videos Trainingsspiele und Tipps beim Dartzubehör. Unregelmäßig kommen auch Vlogs von beispielsweise seinem Ausrüster.

### Expertentätigkeit
Seit der Weltmeisterschaft 2019 ist Marijanović als Darts-Experte tätig. Größtenteils ist er beim Streamingsender DAZN an der Seite von Elmar Paulke beschäftigt. Außerdem ist er als Co-Kommentator bei der Dartsweltmeisterschaft, der Premier League sowie dem Grand Slam of Darts bei Sport1 mit Basti Schwele tätig.

## Weltmeisterschaftsresultate

### PDC
- 2013: Vorrunde (3:4-Niederlage gegen  Daryl Gurney)
- 2015: 1. Runde (1:3-Niederlage gegen  Stephen Bunting)
- 2019: 1. Runde (2:3-Niederlage gegen  Richard North)